# Hwangbo
Dans ce nom coréen, le nom de famille, Hwangbo, précède le nom personnel.
Hwangbo Hyejeong (Hangeul : 황보혜정 ; Hanja : 皇甫惠貞), plus connue sous le nom de Hwangbo, née le 16 août 1980 à Séoul, est une chanteuse et danseuse sud-coréenne, occasionnellement mannequin et actrice. Elle s'est fait connaitre en entrant dans le groupe Chakra en 1999, comme étant la leader et la rappeuse du girl group.

## Carrière
Hwangbo se lance d'abord dans la musique avec Chakra (déjà composé de Jung Ryeo-won, Bona, Eani et Eun), comme partie du groupe Bros en 1999, sous le label Cream Records. Chakra débute officiellement en 2000 avec la sortie de leur 1er album Han. Le girl group sort quatre albums, dont le dernier, Tomato, publié en 2003. Bien que le groupe fonctionne, elles finissent par se séparer en 2004, pour continuer chacune une carrière en solo.
Hwangbo est apparue dans de nombreux shows TV sur SBS, notamment X-Man et Love Letter. Elle dit se considérer comme un garçon manqué à cause de ses manières brusques.
Elle a donné de l'argent pour de nombreuses associations en Afrique et au Moyen-Orient. Elle a « adopté » une fille au Bangladesh, et lui envoie souvent de l'argent pour qu'elle puisse mener une vie tranquille et sans problème financier. Lorsqu'une épidémie frappe le Bangladesh, Hwangbo se trouve en Corée du Sud et finalise son album Lady in Black. Contrariée par cette nouvelle, elle décide d'ouvrir une association à Séoul qui accueille des réfugiés du Bangladesh.
Elle sort en 2007 son album, Lady in Black, ainsi que le single 눈물도 미안해서 (Even My Tears are Sorry), qui est une ballade. En milieu d'année 2008, Hwangbo sort un single digital nommé Gift for Him, suivi de 뜨거워져 (Get Hot), chanson de tecktonik.
Elle débute le 11 mai 2008 dans le show TV We Got Married avec Kim Hyun-joong, qui est de 6 ans son cadet. En raison de conflits d'emplois du temps, ils quittent le show en décembre 2008. Tous deux ont remporté le prix du « Meilleur Couple d'MBC » le 28 décembre 2008. À ce jour, Hwangbo a encore un énorme succès en raison de son rôle de femme parfaite dans ce show. Elle a montré un côté vulnérable jamais vu auparavant et a gagné de nombreux fans grâce à ça.
Elle reste active à la télévision et joue en 2009 dans la comédie Infinite Girls, version intégrale de Infinite Challenge, diffusée sur MBC. La même année, Hwangbo est apparue dans le show Living Beauty, diffusé sur la chaîne Olive's Channel.
Elle poursuit ensuite sa carrière d'artiste dans le mannequinat avec S/S Online Fashion, et participe aux défilés de Seoul Fashion Week, avec comme designer Imseonoc.
En avril 2009, Hwangbo réalise un nouveau single nommé Can't Believe The Words, une reprise du titre Stay sorti en 2006.
Le 18 août 2009, elle sort son single R2song en Corée du Sud, qui a d'ailleurs été publié premièrement au Royaume-Uni. Il fut classé n°1 dans « JunoDownload's singles charts » le jour de sa sortie.

## Vie personnelle

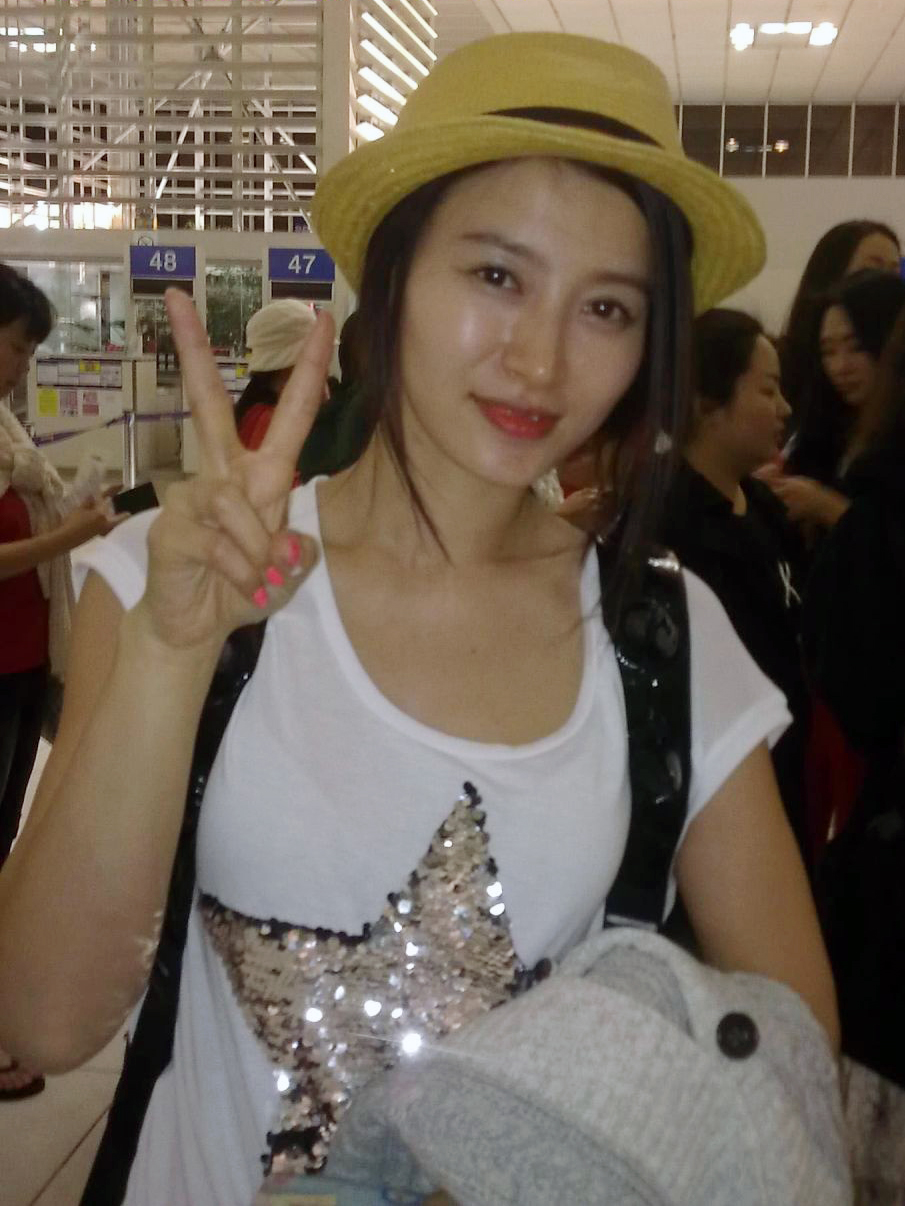
Hwangbo en mars 2012 à l'aéroport aux Philippines.

Elle fait partie de nombreuses associations, notamment pour le Bangladesh,. En novembre 2009, Hwangbo a ouvert l'association Because of Love, et fit le tour de la Corée du Sud pour recueillir des dons.

## Discographie

### En solo
| Année | Informations                                                                                           | Liste des titres |
| ----- | --- | --- |
| 2007  | Lady in Black - Type : Album studio - Sortie : 3 mars 2007                                             | 01. Prologue 02. Alone 03. 연애할까요 04. 아픈 말 05. Chance 06. 겨울 07. 사랑이 변하니 08. 눈물도 미안해서 09. 거품 10. 부탁해 11. It Girl 12. 소매 13. Goodbye |
| 2008  | Gift For Him - Type : Single digital - Sortie : 3 juillet 2008                                         | 01. 뜨거워져 (Version originale) 02. 뜨거워져 (DJ Koo (구준엽) Remix) 03. 성숙 04. 성숙 (MR)                                                                     |
| 2008  | Sang Sang - Type : Single digital - Single pour Muhan Girls/Infinite Girls - Sortie : 13 novembre 2008 | 01. Imagine |
| 2009  | Words I Can't Believe - Type : Single digital - Sortie : 20 avril 2009                                 | 01. 믿을 수 없는 말 02. 믿을 수 없는 말 (Instrumental) |
| 2009  | R2song - Type : Mini-album - Sortie : 18 août 2009                                                     | 01. R2song 02. R2song (Remix oriental) 03. 뜨거워져 04. 뜨거워져 (Dj Koo (구준엽) Remix) 05. 성숙 06. 믿을 수 없는 말                                            |
| 2010  | I'm Still Beautiful (아직 난 예쁘다) - Type : Single digital - Sortie : 29 octobre 2010                | 01. 아직 난 예쁘다 02. 아직 난 예쁘다 (MR) |

## Films
- 2002 : Emergency Act 19
- 2003 : Love of South and North
- 2004 : Goodbye for Just Awhile

## Théâtre
- 2011 : Nunsensation

## Sitcoms
- 2002 : The Disco King, (SBS)
- 2004 : What Women Want, (MBC)
- 2010 : Kim And Lee (김과장 & 이대리)
- 2011 : Oh My God !
- 2012 : Can Love Become Money

## Shows TV
- 2004 : X-Man

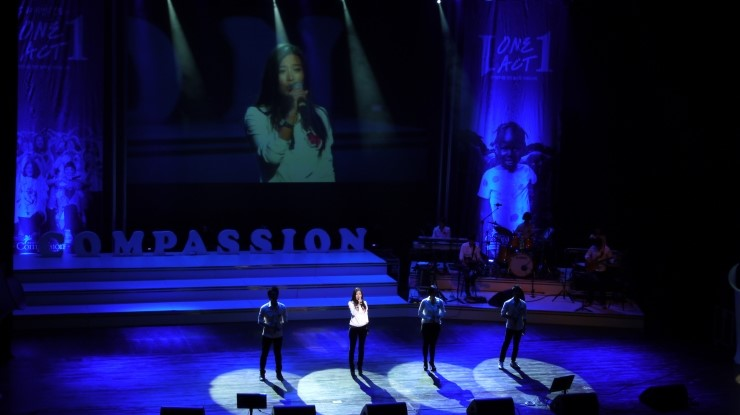
Hwangbo au Korea CompassionBand en août 2012

- 2008 : We Got Married, avec Kim Hyun-joong
- 2008 : Infinity Girls
- 2009 : Nodaji
- 2009 : Finding Delicious
- 2010 : Human Mentor (어깨동무)
- 2010 : Midnight Idols (오밤아)
- 2010 - en ce moment : Infinity Girls 3
- 2011 : My Successful Business